# Günther Haasch

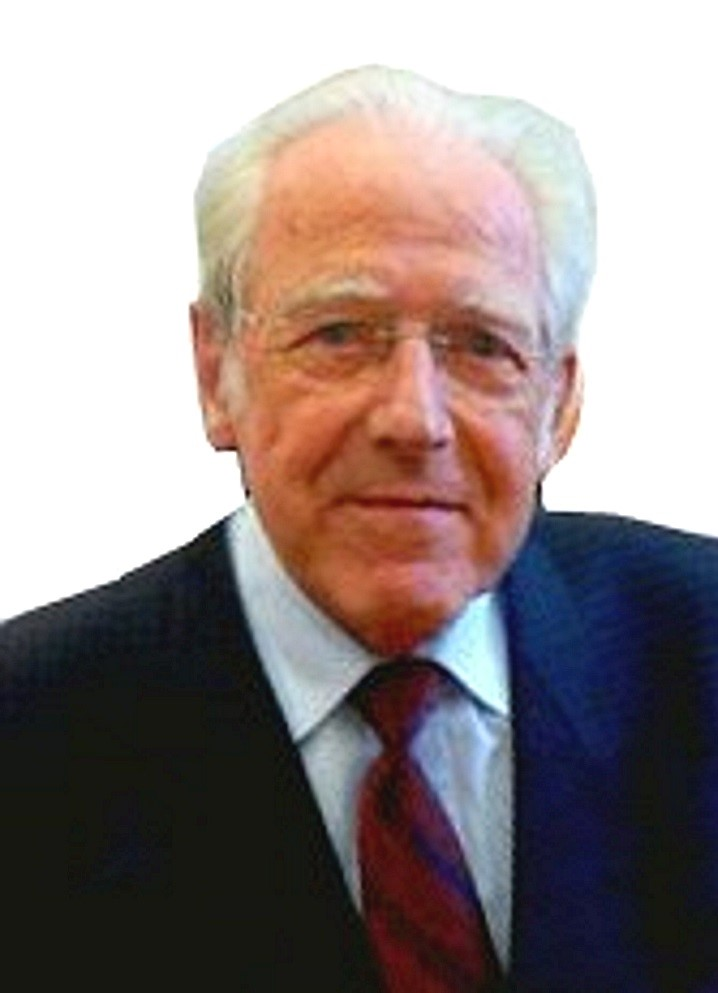
G. Haasch, 2010

Günther Haasch (geboren 18. April 1926 in Berlin; gestorben 7. April 2020 in Ostfildern) war ein deutscher Japanexperte, Autor und langjähriger Präsident der Deutsch-Japanischen Gesellschaft Berlin.

## Leben und Wirken

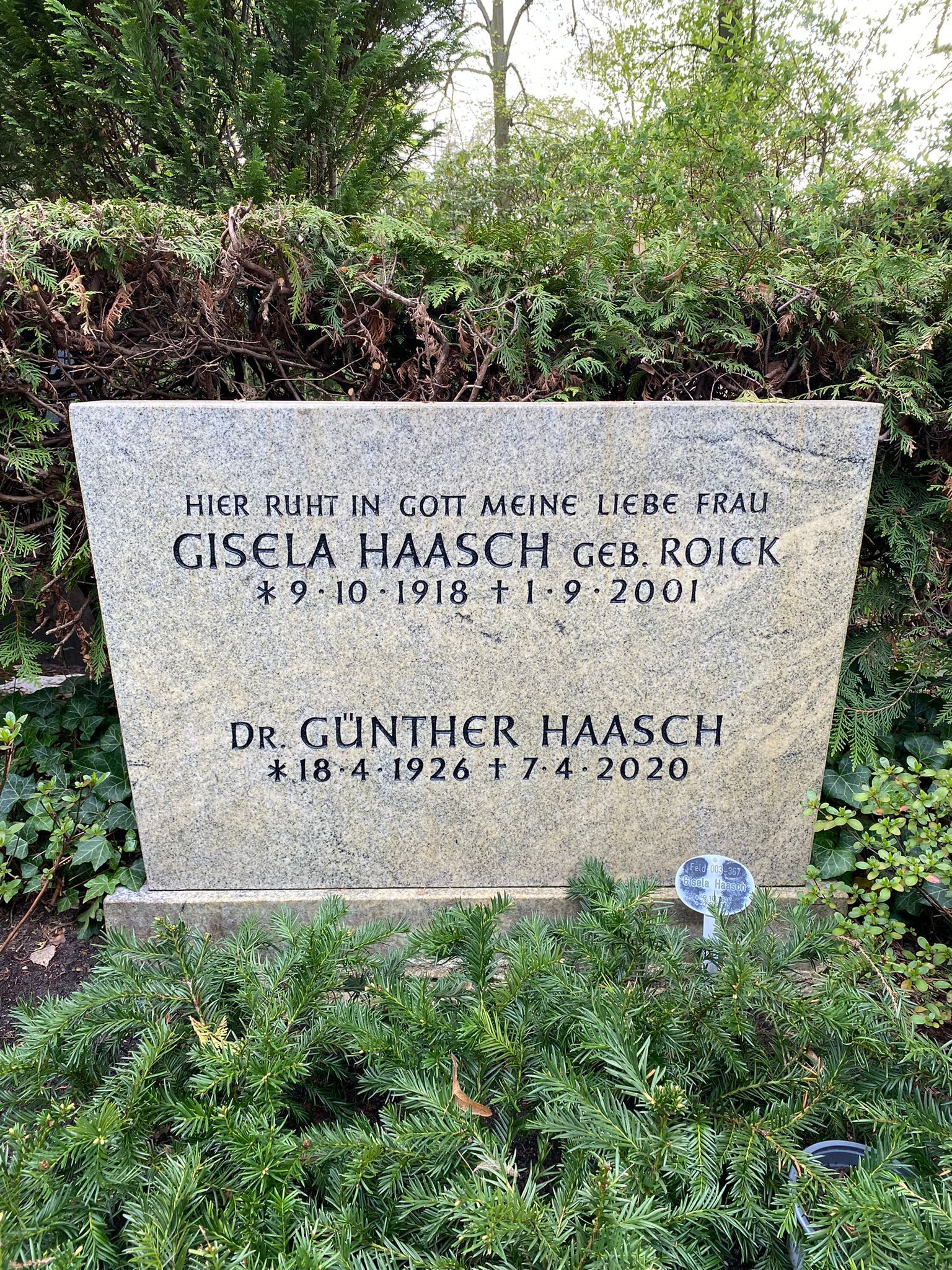
Grabstätte auf dem Friedhof Zehlendorf

Günther Haasch wurde 1944 eingezogen und in der Kesselschlacht von Halbe schwer verwundet. 1946 holte er das Abitur nach und studierte Klassische Philologie, Ältere und Neuere Germanistik, Philosophie und Kunstgeschichte. 1955 folgte die Promotion an der Freien Universität Berlin über ein literarisches Thema. Anschließend unterrichtete Haasch an Universitäten und Schulen in Paris (1958 bis 1959), Tokio (1963 bis 1968) und in Bangkok (1969 bis 1974). 1978 kehrte er nach Berlin zurück und übernahm bis 1986 die Seminarleitung zur Ausbildung von Studienreferendaren, ohne jedoch seine Vermittlerrolle zwischen Deutschland und Japan zu vernachlässigen. Von der Senatsschulverwaltung aus hat er maßgeblich dazu beigetragen, Japanisch als Fremdsprache an Berliner Gymnasien einzuführen.
Seit 1979 lehrte Haasch am Ostasiatischen Seminar der FU Berlin, darüber hinaus war er seit 1981 ehrenamtlich bei der Deutsch-Japanischen Gesellschaft Berlin tätig, von 1986 bis 2004 als Präsident. Von 2000 bis 2002 war er zudem Präsident des deutschlandweiten „Verbandes der Deutsch-Japanischen Gesellschaften“. In dieser Funktion stand er dem Sonderaustauschprogramm für Studierende „Hallo Hannover 2000 – Hallo Seto 2005“ vor.
Haasch setzte sich ein für die deutsch-asiatische Völkerverständigung und war viele Jahre am Japanologischen Seminar der FU Berlin ehrenamtlich lehrend tätig. 2006 stiftete er die Mittel für einen Fonds zur Unterstützung von bedürftigen Jugendlichen im Rahmen des deutsch-japanischen Jugendaustauschs.
Haasch verfasste eine Reihe von Schriften zu Japan-bezogenen Themen und wirkte als Herausgeber auf diesem Gebiet.
Günther Haasch verstarb kurz vor Vollendung seines 94. Lebensjahres und wurde auf dem Friedhof Zehlendorf (Feld 003-366) beigesetzt.  

## Auszeichnungen
- 1996 Orden des Heiligen Schatzes (Japan)
- 1999 Ehrendoktorwürde der FU Berlin
- 2003 Bundesverdienstkreuz 1. Klasse

## Publikationen (Auswahl)
- Japan. Colloquium-Verlag, 1973
- Bildungsmodell Japan?. Verlag Schiller, 1985
- Bildung und Erziehung in Japan: Ein Handbuch zur Geschichte, Philosophie, Politik und Organisation des japanischen Bildungswesens von den Anfängen bis zur Gegenwart.
  - Colloquium-Verlag, 2000
- Japan – Land und Leute: Geographie und Geschichte, Politik und Wirtschaft, Kultur und Gesellschaft. Berliner Wissenschaftsverlag, 2011

als Herausgeber:
- Die Deutsch-Japanischen Gesellschaften von 1888 bis 1996. Berlin: Edition Colloquium, 1996, 625 S.